# Ad beatissimi apostolorum
Ad beatissimi apostolorum (en español A la [cátedra] del Santísimo [Príncipe] de los Apóstoles) fue la primera encíclica de Benedicto XV, dada a conocer en la Fiesta de Todos los Santos, el 1° de noviembre de 1914, en la Basílica Vaticana, coincidiendo con el inicio de la Primera Guerra Mundial; en ella el papa aboga por la paz.

## Contexto histórico
Tras la muerte de Pío X, el 20 de agosto, el Colegio Cardenalicio eligió papa, el 3 de septiembre de 1914, a Giacomo della Chiesa, que tomó el nombre de Benedicto XV. El inicio de su pontificado coincidió por tanto con los primeros meses de la Gran Guerra, iniciada formalmente el 28 de julio de ese mismo año; y la guerra que se prolongó durante más de cuatro años (concluyó el 11 de noviembre de 1918) y la posterior pacificación, ocupó una buena parte de la labor pastoral del papa: no solo con esta su primera encíclica, sino también con Quod iam diu (1.12.1918), en que pide oraciones por los frutos de la Conferencia de Paz, que se celebraría en París, y la Pacem Dei munus pulcherrimus (23.05.1020), sobre la restauración cristiana de la paz.
Con otras encíclicas -Paterno iam diu (del 14 de noviembre de 1919) y Annus iam plenus (del 1 de diciembre del año siguiente)- señaló la necesidad de ayudar económicamente, con alimentos y ropa a las poblaciones empobrecidas y a los niños que, como resultado de la guerra, habían quedado huérfanos.

## Contenido[1]
Ad beatissimi Apostolorum Principis cathedram arcano Dei providentis consilio, nullis Nostris meritis, ubi provecti sumus, cum quidem Christus Dominus ea ipsa Nos voce, qua Petrum, appellaret, pasce agnos meos, pasce oves meas, continuo Nos summa cum benevolentiae caritate oculos in gregem, qui Nostrae mandabatur curae, convertimus; innumerabilem sane gregem, ut qui universos homines, alios alia ratione, complectatur.
Apenas elevado, por inescrutables designios de la Providencia divina, sin mérito alguno Nuestro, a ocupar la Cátedra del príncipe de los Apóstoles, Nos, considerando como dichas a nuestra persona aquellas mismas palabras que Nuestro Señor Jesucristo dijera a Pedro: "Apacienta mis ovejas, apacienta mis corderos" dirigimos enseguida una mirada llena de la más encendida caridad al rebaño que se ha confiado a Nuestro cuidado: rebaño verdaderamente innumerable, como que, por una o por otra razón, abraza a todos los hombres.
Enc. Ad  beatissimi apostolorum, p.1

Continúa el papa exponiendo que su primer afecto fue de vehemente deseo de salvar a todos los hombres, pero que, en seguida, al contemplar la situación en que se encuentra la sociedad civil, se llenó de dolor ante el espectáculo que presenta Europa golpeada por la guerra. El Papa describe a las naciones beligerantes como las más grandes y más ricas de la Tierra, afirmando que

están bien provistas de las más terribles armas que la ciencia militar moderna ha ideado, y se esfuerzan por destruirse uno a otros con refinamientos de horror. No hay límite a la medida de la ruina y la masacre; día a día la tierra está empapada de sangre recién derramada y se cubre con los cuerpos de los heridos y los muertos
Enc. Ad beatissimi apostolorum, §2.

A la luz de esta masacre sin sentido, el papa aboga por la «paz en la tierra a los hombres de buena voluntad» (Lc.2, 14.), insistiendo en que si los propios derechos han sido violados, existen otros procedimientos para de arreglar y corregir esa situación. Pero no es solo la guerra la que produce la miseria de los pueblos, existe otro mal que, es además causa de la guerra. Se ha dejado de aplicar en el gobierno de los estados la norma y la práctica de la sabiduría cristiana, así se ha esparcido en la sociedad:

el desprecio de la autoridad de los que gobiernan; la injusta lucha entre las diversas clases sociales; el ansia ardiente con que son apetecidos los bienes pasajeros y caducos, como si no existiesen otros, y ciertamente mucho más excelentes, propuestos al hombre para que los alcance. En estos cuatro puntos se contienen, según Nuestro parecer, otras tantas causas de las gravísimas perturbaciones que padece la sociedad humana. Todos, por lo tanto, debemos esforzarnos en que por completo desaparezcan, restableciendo los principios del cristianismo, si de veras se intenta poner paz y orden en los intereses comunes.
Enc. Ad beatissimi apostolorum, §4.

Así se ha olvidado la enseñanza de Cristo, pues como él dijo: «Un mandamiento nuevo os doy: Que os améis los unos a los otros» (Jn. 14, 34); y también, «Este es mi mandamiento: que os améis los unos a los otros». Ante ese olvido ha desaparecido la fraternidad en las relaciones entre los hombres, y se ha perdido todo respeto por la autoridad de los que gobiernan; ha desaparecido así el doble vínculo que da cohesión a la sociedad: la unión de los miembros entre sí, y de ellos con los que gobiernan.

Frente a los que la suerte, o la propia actividad ha dotado de bienes de fortuna, están los proletarios y obreros, ardiendo de odio, porque participando de la misma naturaleza de ellos, no gozan sin embargo, de la misma condición. Naturalmente una vez infatuados como están por las falacias de los agitadores, a cuyo influjo por entero suelen someterse, ¿quién será capaz de persuadirlos que no por que los hombres sean iguales en naturaleza, han de ocupar el mismo puesto en la vida social; sino que cada cual tendrá aquél que adquirió con su conducta, si las circunstancias no le son adversas?
Enc. Ad beatissimi apostolorum, §9.

No considera necesario repetir ahora los argumentos que muestran los absurdo del socialismo, pues esto ya lo hizo espléndidamente León XIII; sin embargo, sí ve preciso señalar una vez más que "la raíz de todos los males es la concupiscencia" (I Tim. 6, 10.) y las enseñanzas de Cristo sobre las bienaventuranzas. Teniendo presentes estas verdades pide a los obispos, a quien se dirige esta encíclica, que se dediquen con todo empeño en que los hombres se afiance la fe en la verdades sobrenaturales y la esperanza de los bienes eternos.
Tras considerar los frutos del pontificado de su antecesor, San Pío X, el papa pasa a señalar los puntos principales que se ha propuesto cuidar en su pontificado: comienza exponiendo uno de ellos, especialmente necesario, en el contexto de la guerra que acaba de lamentar, se trata de la unión y la concordia que debe vivirse entre los católicos, cesando cualquier disensión o discordia entre ellos; en este sentido concreta un objetivo muy preciso:

Queremos también que los católicos se abstengan de usar aquellos apelativos que recientemente se han introducido para distinguir unos católicos de otros, y que los eviten, no sólo como innovaciones profanas de palabras, que no están conformes con la verdad ni con la equidad, sino también porque de ahí se sigue grande perturbación y confusión entre los mismos. La fe católica es de tal índole y naturaleza, que nada se le puede añadir ni quitar: o se profesa por entero o se rechaza por entero: "Esta es la fe católica; y quien no la creyere firme y fielmente no podrá salvarse"[xxvii].
Enc. Ad beatissimi apostolorum, §15.

Trata a continuación de la necesidad de superar el perjuicio que causó el Modernismo, del que no solo hay que evitar sus errores, sino guardarse también de las tendencias y del espíritu modernista que se manifiesta en la búsqueda de novedades. El fomento y la protección de las asociaciones católicas es otro de los objetivos que se propone el papa. Señal el papa la necesaria cooperación del clero para sacar adelante estos objetivos, y pide que no se olviden y sean cuidadosamente observadas las enseñanzas y orientaciones que sus antecesores han dado sobre los sacerdotes, y especialmente la Exhortación ad clerum de San Pío X, en este sentido Benedicto XIV quiere recordar a los sacerdotes la necesidad de estar estrechamente unido a su propio obispo, pues "El Espíritu Santo ha constituido a los Obispos para que gobiernen la Iglesia de Dios".
Termina la encíclica volviendo la mirada al tema con que comenzó rogando por

el fin de esta desastrosísima guerra, tanto para el bien de la sociedad, como el de la Iglesia; de la sociedad, para que, obtenida la paz, progrese verdaderamente en todo género de cultura: de la Iglesia de Jesucristo, para que, libre ya de ulteriores impedimentos, siga llevando a los hombres el consuelo y la salvación hasta los últimos confines de la tierra. Desde hace mucho tiempo la Iglesia no goza de aquella independencia que necesita, esto es, desde que su cabeza, el Pontífice Romano, empezó a carecer de aquel auxilio que por disposición de la divina Providencia, en el transcurso de los siglos, había obtenidos para defensa de su libertad
Enc. Ad beatissimi apostolorum, n. 20.

Este último pensamiento le lleva a manifestar su deseo de que, con la paz entre todas las naciones, "también cese para la Cabeza de la Iglesia la situación anormal que daña gravemente, por más de una razón, a la misma tranquilidad de los pueblos" (enc. §21). Con una oración por la paz, e impartiendo la bendición apostólica concluye la encíclica.